# Duccio Camerini
Duccio Camerini (* 23. Juli 1961 in Rom) ist ein italienischer Theaterautor, Schauspieler, Filmregisseur und Drehbuchautor.

## Leben
Camerini trat 1987 erstmals in Erscheinung, als Ennio Coltorti sein Theaterstück Dure o morbide uraufführte. Es folgten in den 1990er Jahren weitere Arbeiten, wie La bestemmiatrice (1993), Zot (1995) und Cinque (1996) sowie Privacy (1997), die mit namhaften Schauspielern aufwarten konnten. Daneben führte er bei etlichen Inszenierungen fremder Stoffe Theaterregie. Meist spielt er selbst eine der Hauptrollen seiner Stücke und Inszenierungen.
Mitte der 1980er Jahre hatte Camerini kleine Rollen als Schauspieler für Film und Fernsehen übernommen; 1992 spielte er im selbstinszenierten Nottataccia, seinem Kinodebüt, einer Komödie mit herausragenden darstellerischen Leistungen. Auch sein zweiter Film war eine sophistische Komödie. Camerini arbeitet seit Mitte des neuen Jahrtausends auch wiederholt als Autor und noch mehr als Schauspieler in und für Fernsehserien wie Don Matteo und Quo vadis, Baby?.
Camerini ist der Neffe des Regisseurs Mario Camerini.

## Filmografie
- 1992: Nottataccia (Regie, Buch, Darsteller)
- 1996: Bruno aspetta in macchina (Regie, Buch)